# Plaza Animal Crossing
Animal Crossing Plaza fue una red social desarrollada y publicada por Nintendo para Wii U. Se trató del primer spin-off de la serie Animal Crossing, inspirando su diseño gráfico en el de la última entrega en aquel momento: Animal Crossing: New Leaf. 
Animal Crossing Plaza fue lanzado como complemento de Miiverse, red social de Nintendo que también terminó sus servicios. La aplicación fue retirada de Nintendo eShop el 22 de diciembre de 2014, cerrando sus servidores 9 días después, aunque permitiendo el acceso a aquellos que ya tuvieran descargada la aplicación con anterioridad.

## Jugabilidad
Animal Crossing Plaza permitía a los usuarios interactuar con otros jugadores del videojuego Animal Crossing: New Leaf para Nintendo 3DS. La aplicación era similar a la Plaza Wara-Wara, interfaz principal de la consola Wii U, permitiendo a los usuarios publicar mensajes para otros jugadores, recibir noticias y actualizaciones sobre New Leaf y participar en encuestas. El juego se conectaba con New Leaf mediante tarjetas SD para publicar y archivar capturas de pantalla, así como compartir diseños de ropa mediante Códigos QR. Estos posts eran también publicados en el canal de Miiverse de la aplicación. La Plaza estaba ocupada por los personajes de la franquicia, con quienes el jugador podía interactuar.